# Pietà (Stangenroth, Nähe Friedhofstraße)

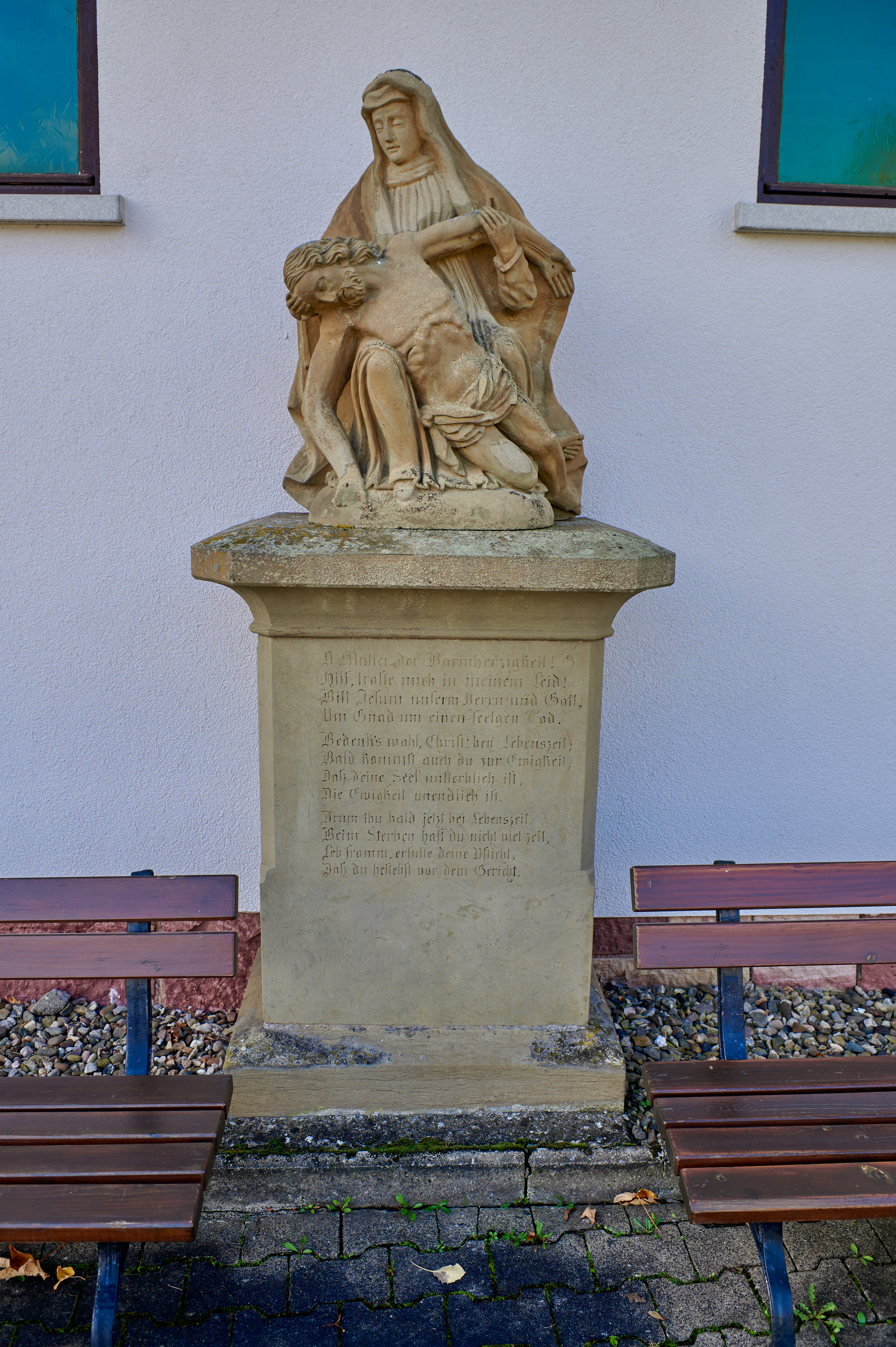
Pietà in Stangenroth, Nähe Friedhofstraße

Die Pietà Nähe Friedhofstraße ist eine Pietà-Darstellung in Stangenroth, einem Gemeindeteil des Marktes Burkardroth im unterfränkischen Landkreis Bad Kissingen in der Nähe der Friedhofstraße.
Die Pietà gehört zu den Baudenkmälern von Burkardroth und ist unter der Nummer D-6-72-117-69 in der Bayerischen Denkmalliste registriert.

## Beschreibung
Die insgesamt 243 cm hohe aus Sandsteinen bestehende Pietà entstand im Jahr 1857.
Auf der Basis steht das 93 cm hohe Sockelprisma mit einer Tiefe von etwa 50 cm und einer breite von 85 cm; die Kanten sind gefasst. Die Abschlussplatte ist etwa 23 cm hoch und enthält eine Wulst (2 cm), eine Hohlkehle (10 cm), eine Platte (6 cm). Die Platte ist nach oben geschrägt. Die Platte hat die Maße 95 cm × 60 cm und ist vieleckig: 80/14/50/14/80/14/50/14.
Die Pietà ist ein Meter hoch und steht auf einer 46 cm breiten Basis. Die Inschrift auf der Seite lautet in gotischer Schrift:

„Stifter

Wilhelm Krebs

und dessen Kinder von hier

jetzt in Amerika

1857“

Auf der Schauseite befindet sich der Text des Liedes O Mutter der Barmherzigkeit!.